# Militärflugplatz Saint-Dizier-Robinson

i7
i11
i13
Die Base aérienne 113 Saint-Dizier-Robinson (B.A. 113) ist ein Militärflugplatz der französischen Luftstreitkräfte (Armée de l’air). Die Basis liegt in der Region Champagne-Ardenne im Département Haute-Marne etwa vier Kilometer westlich des Zentrums von Saint-Dizier. Sie ist eine Heimatbasis von Dassault Rafale-Mehrzweckkampfflugzeugen.

## Geschichte
Saint-Dizier hat eine über hundertjährige Luftfahrtgeschichte; ein erstes Militärflugzeug landete bereits 1910 nahe der Stadt und drei Jahre später entstand der Flugplatz. Frühe Flugzeugtypen, die hier beheimatet waren, waren von Herstellern wie Blériot Aéronautique, Morane-Saulnier und Stampe, auch de Havilland Tiger Moth und Dewoitine D.520 flogen hier.
Ab Dezember 1939 war Antoine de Saint-Exupéry in Saint-Dizier stationiert. Nach Frankreichs Niederlage 1940 im Westfeldzug wurde der Flugplatz in Folge als Fliegerhorst von der deutschen Luftwaffe insbesondere zur Luftverteidigung genutzt. Zwischen Februar 1942 und August 1944 lagen hier verschiedene Staffeln der Nachtjagdgeschwader 4 (NJG 4) und 5 (NJG 5), die hauptsächlich mit Messerschmitt Bf 110 und auch Dornier Do 217 ausgerüstet waren und gegen Luftangriffe des RAF Bomber Command zum Einsatz kamen. Im März 1944 verlegte auch die II. Gruppe des Nachtjagdgeschwaders 1 (II./NJG 1) für zwei Monate nach St. Dizier, bevor sie nach St. Trond zurückkehrte. Als Abwehr der Tagangriffe der 8th Air Force lagen hier im Herbst 1943 zwei Monate Teile des mit Messerschmitt Bf 109G ausgerüsteten Jagdgeschwader 27 (JG 27). Nach dem Beginn der Invasion in der Normandie lag hier noch einige Wochen das ebenfalls die Bf 109G einsetzende JG 301 und das Kampfgeschwader 101 (KG 101), das die Junkers Ju 88A-4 „Mistel“ einsetzte. Die USAAF flog während des Krieges Luftangriffe mit Martin B-26 Marauder und Republic P-47 Thunderbolt, meist parallel zu den Angriffen der schweren Bomber, um deutsche Abfangjäger am Boden zu halten.

P-51C-5-NT, St.-Dizier, Herbst 1944

Die US-Amerikaner eroberten den Platz im September 1944 und nutzten das von ihnen so bezeichnete Advanced Landing Ground ALG A-64 durch Verbände der 9th Air Force; bis Mai 1945 waren hier die P-47 der 405th und 367th Fighter Group stationiert. Zusätzlich lagen hier im Frühjahr 1945 einige Wochen North American A-36 Apache der 27th Fighter Group.
Anfang der 1950er Jahre schlugen die USA im Hinblick auf den begonnenen Kalten Krieg vor, Saint-Dizier als Stützpunkt leichter Bomber auszubauen. Die grundlegend reparierte und ausgebaute Basis wurde 1951 erneut eröffnet.
Zwischen 1965 und 1988 war die Basis Heimatplatz der Dassault Mirage IV A der Bombergruppe 2/94 „Marne“ als Teil der Atomstreitmacht. Hinzu kam zwischen 1973 und 2005 die mit SEPECAT Jaguar-Jagdbombern ausgerüstete Jagdgruppe bzw. -staffel 1/7 „Provence“.
Die Rafale fliegt seit 2005 in Saint-Dizier, die erste Einsatzstaffel war seinerzeit die EC 1/7. Rafale kamen auch beim Bürgerkrieg in Libyen 2011 sowie Konflikt in Nordmali 2013 zum Einsatz. Der erste Einsatz bei letzterer Operation wurde direkt von Saint-Dizier aus geflogen.
Aufgrund der Wiedereinführung von Geschwadern bei den französischen Luftstreitkräften wurde das 4. Jagdgeschwader (4e Escadre de chasse) am 26. August 2015 reaktiviert. Infolgedessen kam es im Sommer 2016 zu einem Staffeltausch, die EC 1/7 verlegte in diesem Zusammenhang auf die Basis 104 in den Vereinigten Arabischen Emiraten und im folgenden Jahr kam der erste Teil der „La Fayette“-Staffel hinzu. Mit Außerdienststellung der Mirage 2000N an deren letztem Einsatzort Istres übernahm sie Mitte 2018 deren Bezeichnung EC 2/4 (zuvor führte sie übergangsweise die Nummer 5/4) und die nukleare Rolle.

## Heutige Nutzung
Der Hauptnutzer der Basis ist das 2015 reaktivierte 4e Escadre de chasse (4e EC) dem zur Zeit zurzeit (2018) zwei fliegende Staffeln taktischer Mehrzweckkampfflugzeuge unterstellt sind. Sie sind beide in der nuklearen Rolle eingesetzt und nutzen hierfür ausschließlich die Doppelsitzerversion der Rafale. Hinzu kommt die Rafale-Umschuleinheit:
- EC 1/4 „Gascogne“, Einsatzstaffel ausgerüstet mit der Rafale B, seit 2009 (bis 2016 als EC 1/91)
- EC 2/4 „La Fayette“, Einsatzstaffel ausgerüstet mit der Rafale B, seit 2017
- ETR 3/4 „Aquitaine“ Umschulstaffel ausgerüstet mit der Rafale B, seit 2010 (bis 2016 als ETR 2/92)

- Einsatzunterstützungsverbände: Technischen Gruppe 15.004 „Haute-Marne“

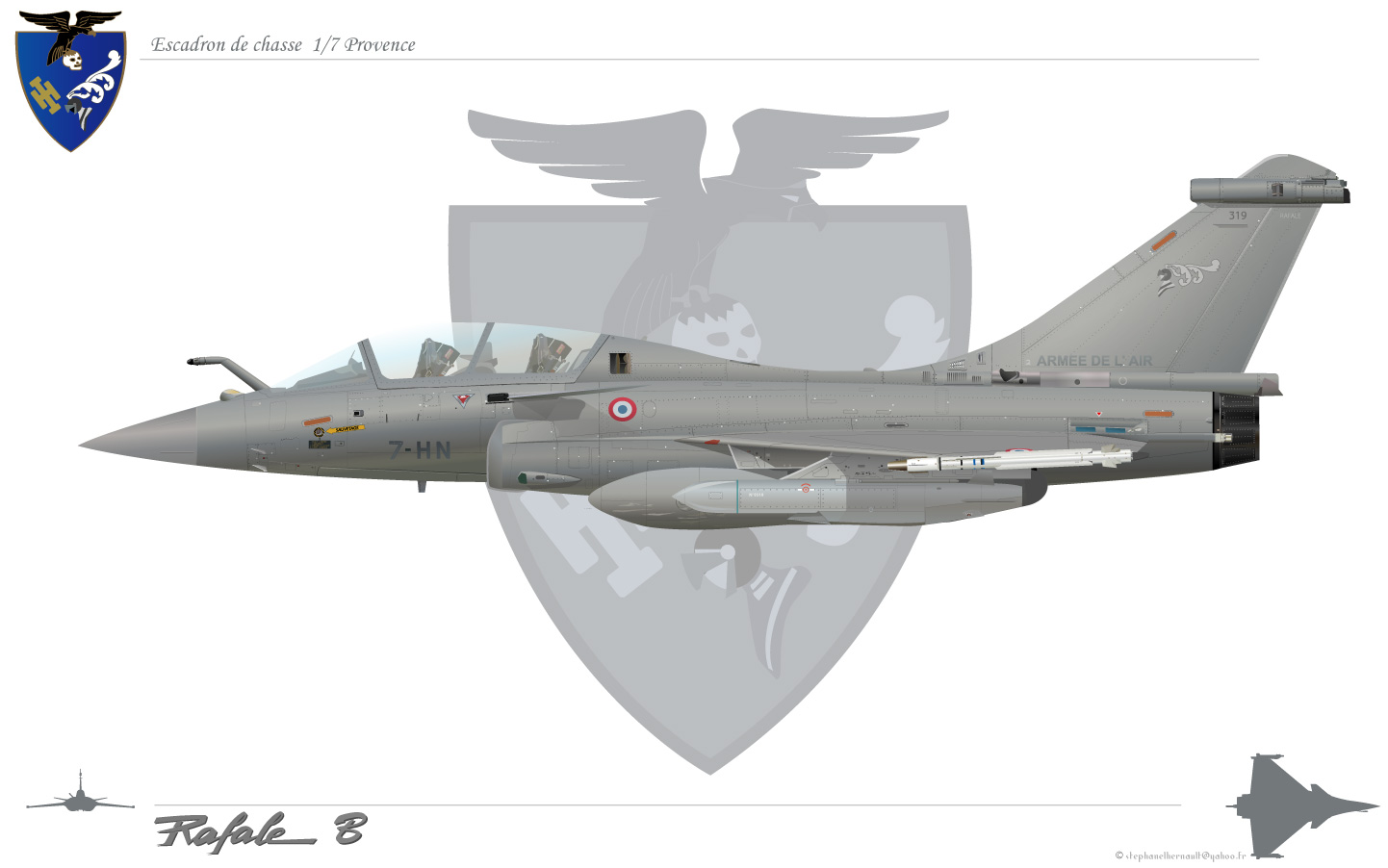
Rafale B der EC 01/007
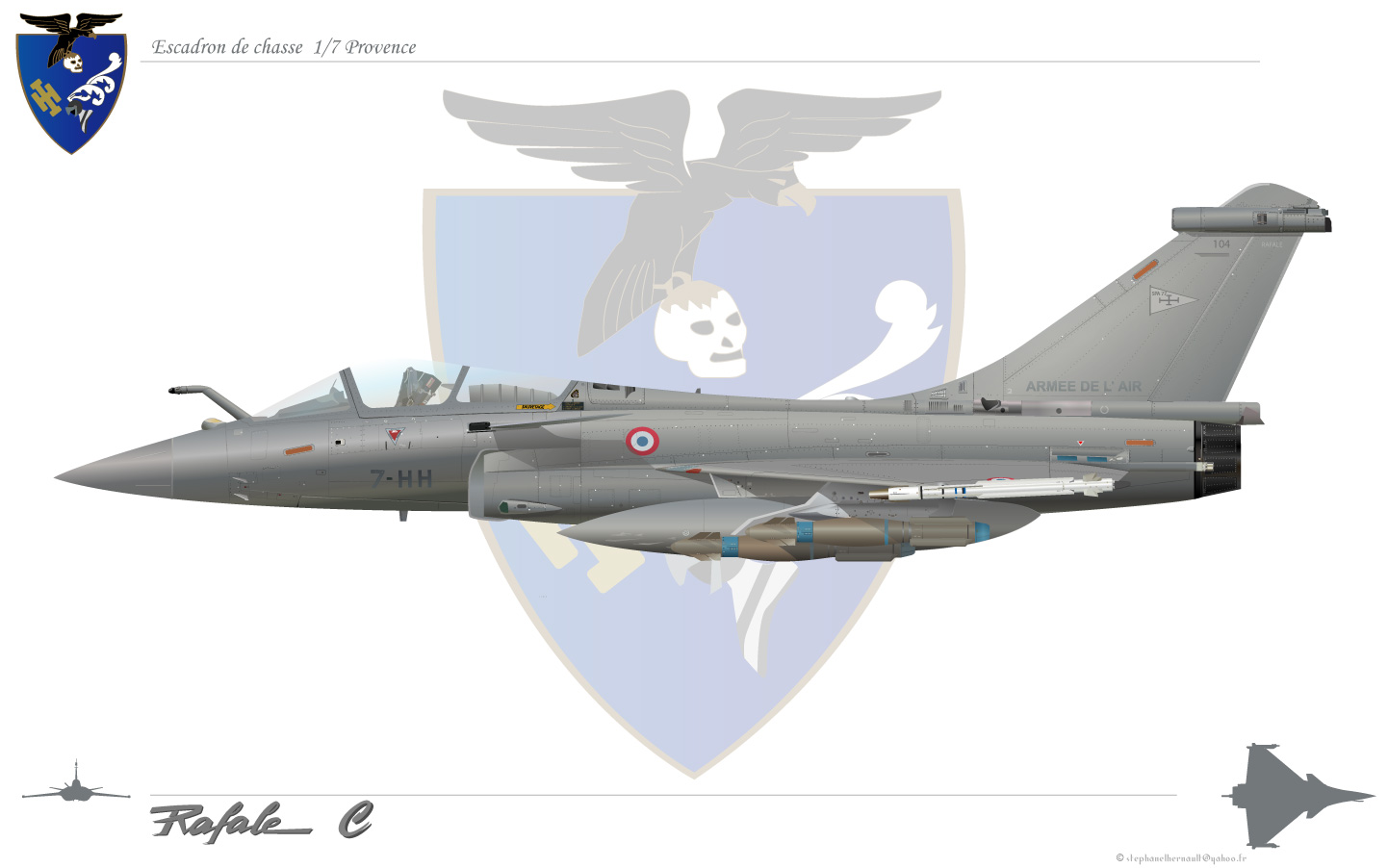
Rafale C der EC 01/007
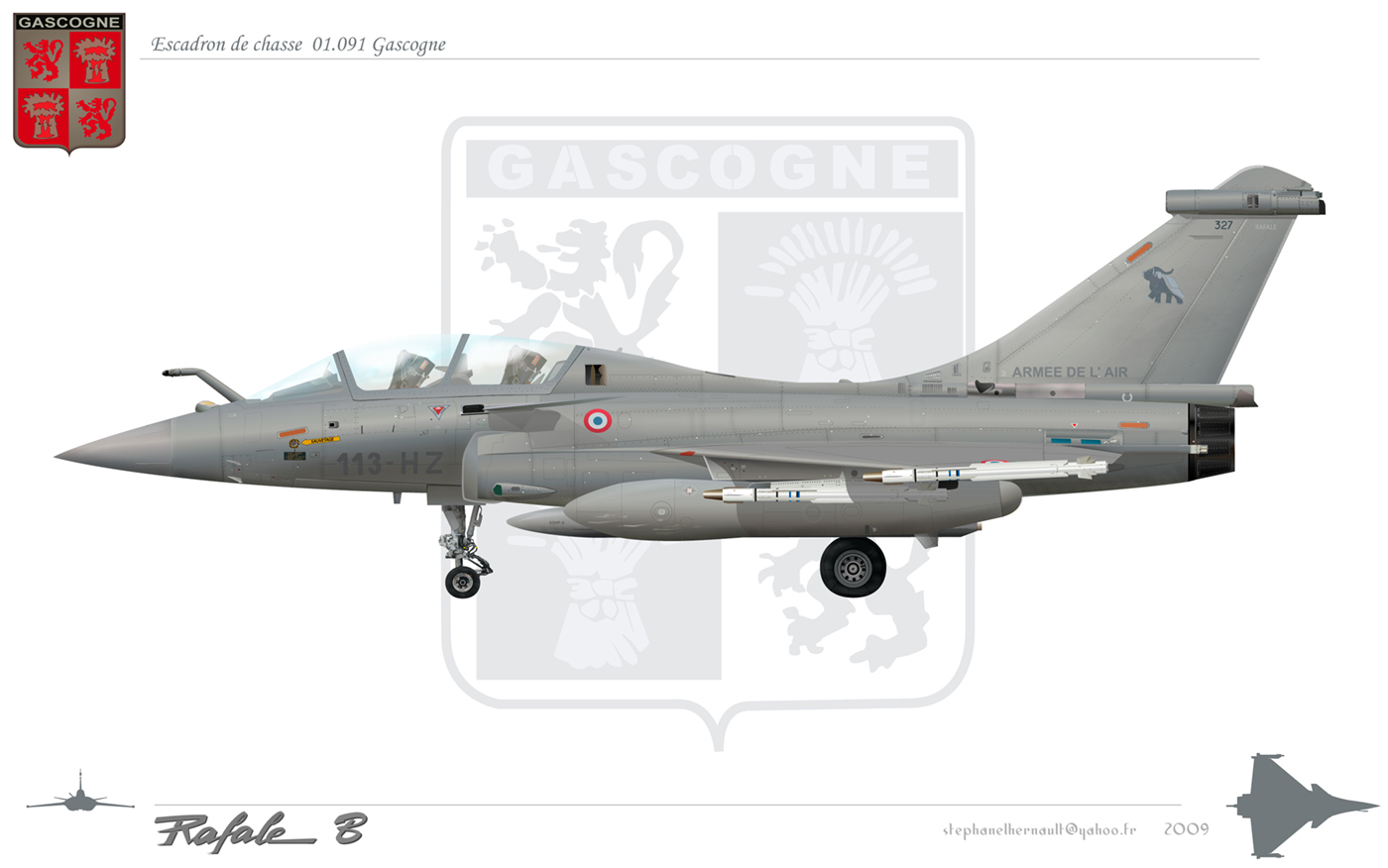
Rafale B der EC 01/091 mit ASMP-A Lenkwaffen